# Яаків Кіршен
Яаков (Джеррі) Кіршен (англ. Yaakov (Jerry) Kirschen; 8 березня 1938, Нью-Йорк, Нью-Йорк — 14 квітня 2025) — ізраїльський карикатурист, політичний аналітик і блогер, автор відомого коміксу «Dry Bones» (укр. Сухі кістки), що публікувався під цією назвою з 1973 року англомовною газетою «Джерусалем пост» й інших проєктів.

## Біографія
Народився 8 березня 1938 року, виріс у Брукліні (Нью-Йорк, США). 1961 року закінчив навчання в Queen's College Міського університету Нью-Йорка, здобувши спеціальність художника.
Деякий час працював незалежно, малював гумористичні листівки, карикатури та кліпи для мультфільмів. Його роботи включені до кількох списків «Best Of» антології журналу «Playboy»
1968 року став активістом боротьби проти війни у В'єтнамі, заснував місцевий клуб демократичної партії. Того ж року обраний делегатом з'їзду Демократичної партії в Чикаго напередодні президентських виборів у США. Водночас почав малювати карикатури для єврейських студентських газет, які пізніше розповсюджувалися пресслужбою єврейських студентів.
1971 року разом з дружиною та трьома дочками репатріювався до Ізраїлю, де змінив своє ім'я на Яаків.

## Професійна та громадська діяльність
За два роки після приїзду Кіршен почав вести колонку коміксів «Dry Bones» у газеті «Джерусалем пост». У січні 2013 року «Dry Bones» виповнилося 40 років. Назва серії «Dry Bones» (як і однойменного проєкту Кіршена) належить до видіння «Долина сухих кісток» у Книзі пророка Єзекіїля (37:1-14):
Як поліціянт-художник у своєму ескізі намагається зобразити те, що описав свідок, так і карикатурист, подібно до Єзекіїля, повинен зробити все можливе, щоб описати те, що він побачив сам.— Яаков Кіршен
У серії карикатур Кіршен пропонував актуальні коментарі до подій в Ізраїлі та в житті євреїв за його межами, і до відгуку на них у світі.
Комікс «Dry Bones» перевидавався і цитувався такими виданнями, як «Нью-Йорк таймс», «Тайм мегазін», «Sunday Times», «Волл-стріт джорнел», «Ґардіан», «Лос-Анджелес таймс», AP, CBS, CNN і «Форбс». У США карикатури Кіршена регулярно публікувалися на основі друкованого синдикату «Cagle Post — Political Cartoons & Commentary» й іншими.
Кіршен говорив, що його карикатури призначені для того, щоб розсмішити людей, змусити їх відмовитися від свого (внутрішнього) охоронця та бачити речі так, як це робить карикатурист. В одному з інтерв'ю він визначив свою мету як спробу «спокусити, а не образити».
На початку 1980-х років створив компанію LKP Ltd., що спеціалізувалась на створенні комп'ютерних ігор і надавала послуги у цій сфері іншим компаніям в Ізраїлі та США. Діяльності компанії були присвячені статті в газетах «Нью-Йорк таймс», «Лос-Анджелес Таймс» й інших. Героями цих комп'ютерних ігор стали, зокрема, і персонажі коміксу «Dry Bones».
1993 року опублікував графічну новелу «Дерева» («The Green Testament»), в якій засобами коміксу розповів історію єврейського народу та Ерець-Ісраель з погляду її дерев. Книга вийшла накладом у 40 000 екземплярів і мала великий попит. Наступні видання з якихось причин не відбулися, новела стала вже «легендарною», і 2011 року Кіршен вирішив зробити доступною її електронну версію на своєму сайті.
2005 року створив свій відомий «Dry Bones Blog», який отримав високі оцінки.
2009 року з ініціативи Єльського університету почав співпрацювати з проєктом «Ініціатива з міждисциплінарного вивчення антисемітизму та расизму» університету як запрошений дослідник — діяч мистецтва.
2010 року Єльський університет опублікував попередні результати дослідження Кіршена в робочому документі «Меметика та вірусне поширення антисемітизму за допомогою „кодованих зображень“ у політичних карикатурах». Він визначив антисемітизм як поведінковий вірус, виділив три його штами і навів приклади його використання тоталітарними рухами у своїх спробах підкорити Захід.
Того ж року представив свої висновки у презентації «Секретні коди, приховані війни». Кіршен розглядав описувану їм «приховану війну» як війну проти вільного і демократичного суспільства, а «секретні коди» — як кодифіковані і поширюються вірусно антиєврейські наклепи, які використовуються в цій війні. Він вважав, що, як і «червоні плями на шкірі хворої дитини», наявність цих кодів у політичній карикатурі слід розглядати як симптоми глибшої хвороби, з якою демократичне суспільство має боротися з метою його самозахисту. 2011 року Кіршен представив свою роботу на Конференції президентів найбільших єврейських організацій в Єрусалимі.
Новою його ініціативою став «Проєкт 3500» («Китайський проєкт») мета якого — познайомити з єврейською та ізраїльською історією нову авдиторію: тих, хто «говорить як китайською мовою, так і мовою бітів даних».
Помер 14 квітня 2025.

## Нагороди, визнання
- Член Національного товариства карикатуристів США та Товариства карикатуристів Ізраїлю[18].
- Його «Dry Bones Blog» неодноразово визнавався найкращим у єврейсько-ізраїльській блогосфері (JIB), а також як найкращий блог у таких категоріях як «єврейський блог», «єврейський гумор», «політика й актуалії», «єврейська культура», «захист ізраїльської позиції у світі»[18].
- 2012 року, за сукупністю своїх робіт, нагороджений премією «Золотий олівець» за 2011 рік ізраїльським Музеєм карикатури та коміксів[18][22][8].